# Тодор Володимир Сергійович
Володимир Сергійович Тодор — сержант Збройних сил України, учасник російсько-української війни, що відзначився і загинув у ході російського вторгнення в Україну. Герой України (2025, посмертно).

## Життєпис
Народився 20 липня 1989 року у селі Вовковиї Млинівського (нині — Дубенського) району Рівненської області. 
Брав участь у боях за Маріуполь 2014 року. 
Після початку повномасштабного російського вторгнення проходив службу у 80-й окремій десантно-штурмовій бригаді ЗСУ, нагороджений орденом «За мужність» ІІ та ІІІ ступеня.
12 травня 2025 року Президент України Володимир Зеленський вручив орден «Золота Зірка» членам родини Володимира Тодора. Під час заходу було повідомлено, що він «у 2022 році керував десантно-штурмовим взводом на Донеччині, зокрема в районі Соледара та Кліщіївки. Особисто знищував живу силу й техніку окупантів, евакуйовував поранених під обстрілами. У січні 2023 року на Луганщині його передова група зайняла ворожий ВОП, знищивши 19 загарбників. Володимир Тодор особисто стримував контратаку ворога, знищив чотирьох окупантів та БМП, але під час цього бою зник безвісти...».

## Нагороди
- звання Герой України з удостоєнням ордена «Золота Зірка» (8 травня 2025, посмертно) — за особисту мужність і героїзм, виявлені у захисті державного суверенітету та територіальної цілісності України, самовіддане служіння Українському народові[4].
- орден «За мужність» II ступеня (4 серпня 2022) — за особисту мужність і самовіддані дії, виявлені у захисті державного суверенітету та територіальної цілісності України, вірність військовій присязі[5].
- орден «За мужність» III ступеня (17 червня 2022) — за особисту мужність і самовіддані дії, виявлені у захисті державного суверенітету та територіальної цілісності України, вірність військовій присязі[6].